# کمیچین
کمیچین (به لهستانی:  Kmiecin) یک روستا در لهستان است که در گمینا نوو دوور گدانگسکی واقع شده‌است.
 کمیچین  ۹۷۰ نفر جمعیت دارد.